# Турнір п'яти націй 1997
Турнір п'яти націй 1997 — 68-й турнір із серії Турнірів п'яти націй — щорічної регбійної конкуренції між основними збірними північної півкулі або 103 за рахунком турнір (враховуючи турніри домашніх націй).
Турнір складався з 10 матчів, проведених в період з 18 січня по 15 березня 1997 року. Вирішальний матч відбувся на четвертому тижні змагань, коли Англія зустрілася зі збірною Франції і вигравала 20:6, поки Франція не взяла своє і не виграла 23:20. 
Франція виграла свій перший Великий Шолом за десять років; Англія перемогла всі інші команди і виграла Потрійну Корону, Кубок Калькути, Трофей Мілленіума. Це був останній раз, коли всі ігри у Франції розігрували матчі на Парк де Пренс в Парижі. З того часу основним стадіоном збірної Франції став Стад де Франс.

## Учасники
У турнірі п'яти націй 1997 року взяли участь команди:
| Країна    | Стадіон              | Місто    | Головний тренер |
| --------- | -------------------- | -------- | --------------- |
| Англія    | Твікенем             | Лондон   | Джек Ровелл     |
| Франція   | Парк де Пренс        | Париж    | Жан-Клод Скреля |
| Ірландія  | Ленсдаун Роуд        | Дублін   | Браян Ештон     |
| Шотландія | Мюррейфілд           | Единбург | Джим Телфер     |
| Уельс     | Національний стадіон | Кардіфф  | Кевін Боврінг   |

## Таблиця
| Місце | Збірна    | Матчі     | Матчі   | Матчі | Матчі    | Бали | Бали  | Бали    | Результати |
| Місце | Збірна    | Розіграно | Виграно | Нічия | Програно | За   | Проти | Різниця | Результати |
| ----- | --------- | --------- | ------- | ----- | -------- | ---- | ----- | ------- | ---------- |
| 1     | Франція   | 4         | 4       | 0     | 0        | 129  | 77    | +52     | 8          |
| 2     | Англія    | 4         | 3       | 0     | 1        | 141  | 55    | +86     | 6          |
| 3     | Уельс     | 4         | 1       | 0     | 3        | 94   | 106   | -12     | 2          |
| 4     | Шотландія | 4         | 1       | 0     | 3        | 90   | 132   | -42     | 2          |
| 5     | Ірландія  | 4         | 1       | 0     | 3        | 57   | 141   | −84     | 2          |

## Результати

### Перший тиждень
| 18 січня 1997 15:00 |

| Ірландія            | 15 — 32 | Франція                                                                       |
| ------------------- | ------- | ----------------------------------------------------------------------------- |
| Пенальті: Елвуд (5) |         | Спроби: Галтьє Вендітті (3) Реалізація: Кастан'єд (3) Пенальті: Кастан'єд (2) |

| Ленсдаун Роуд, Дублін Суддя: Андре Ватсон (Південна Африка) |

| 18 січня 1997 15:00 |

| Шотландія                                                                  | 19 — 34 | Уельс                                                                                |
| -------------------------------------------------------------------------- | ------- | ------------------------------------------------------------------------------------ |
| Спроби: Гастінгс Реалізація: Шеперд Пенальті: Шеперд (3) Дроп-гол: Чалмерс |         | Спроби: Еванс Дженкінс Квінелл Томас Реалізація: Дженкінс (4) Пенальті: Дженкінс (2) |

| Мюррейфілд, Единбург К-ть глядачів: 67,500 Суддя: Берті Сміт (Ірландія) |

### Другий тиждень
| 1 лютого 1997 15:00 |

| Англія                                                                           | 41 — 13 | Шотландія                                               |
| -------------------------------------------------------------------------------- | ------- | ------------------------------------------------------- |
| Спроби: Карлінг Гланвілл Гомарселл Реалізація: Грейсон (3) Пенальті: Грейсон (5) |         | Спроби: Еріксон Реалізація: Шеперд Пенальті: Шеперд (2) |

| Твікенем, Лондон К-ть глядачів: 75,000 Суддя: Педді О'Браян (Нова Зеландія) |

| 1 лютого 1997 15:00 |

| Уельс                                                                     | 25 — 26 | Ірландія                                                           |
| ------------------------------------------------------------------------- | ------- | ------------------------------------------------------------------ |
| Спроби: Еванс (2) Квінелл Реалізація: Дженкінс (2) Пенальті: Дженкінс (2) |         | Спроби: Белл Хікі Міллер Реалізація: Елвуд (1) Пенальті: Елвуд (3) |

| Національний стадіон, Кардіфф К-ть глядачів: 53,000 Суддя: Вейн Еріксон (Австралія) |

### Третій тиждень
| 15 лютого 1997 15:00 |

| Франція                                                                            | 27 — 22 | Уельс                                                                   |
| ---------------------------------------------------------------------------------- | ------- | ----------------------------------------------------------------------- |
| Спроби: Лефламанд (2) Мерл Вендітті Реалізація: Окань (1) Дурт (1) Пенальті: Окань | Report  | Спроби: Бейтмен Хавлі Томас Реалізація: Дженкінс (2) Пенальті: Дженкінс |

| Парк де Пренс, Париж К-ть глядачів: 46,000 Суддя: Пітер Маршалл (Австралія) |

| 15 лютого 1997 15:00 |

| Ірландія            | 6 — 46 | Англія                                                                                             |
| ------------------- | ------ | -------------------------------------------------------------------------------------------------- |
| Пенальті: Елвуд (2) |        | Спроби: Гомарселл Хілл Слейтхолм (2) Т. Андервуд (2) Реалізація: Грейсон (2) Пенальті: Грейсон (4) |

| Ленсдаун Роуд, Дублін К-ть глядачів: 51,898 Суддя: Колін Хавк (Нова Зеландія) |

### Четвертий тиждень
| 1 березня 1997 15:00 |

| Англія                                 | 20 — 23 | Франція                                                                                   |
| -------------------------------------- | ------- | ----------------------------------------------------------------------------------------- |
| Спроби: Даллажіо Пенальті: Грейсон (4) |         | Спроби: Ламезон Лефламанд Реалізація: Ламезон (2) Пенальті: Ламезон (2) Дроп-гол: Ламезон |

| Твікенем, Лондон К-ть глядачів: 75,000 Суддя: Джим Флемінг (Шотландія) |

| 1 березня 1997 15:00 |

| Шотландія                                                                         | 38 — 10 | Ірландія                                   |
| --------------------------------------------------------------------------------- | ------- | ------------------------------------------ |
| Спроби: Стенджер Тейт Товнсенд Валтон Вір Реалізація: Шеперд (5) Пенальті: Шеперд |         | Try: Хікі Con: Хампрейс Пенальті: Хампрейс |

| Мюррейфілд, Единбург К-ть глядачів: 67,500 Суддя: Гаррет Сіммондс (Уельс) |

### П'ятий тиждень
| 15 березня 1997 15:00 |

| Франція                                                                                             | 47 — 20 | Шотландія                                                    |
| --------------------------------------------------------------------------------------------------- | ------- | ------------------------------------------------------------ |
| Спроби: Беназзі Лефламанд Ман Турне Реалізація: Ламезон (3) Пенальті: Ламезон (6) Дроп-гол: Садорні |         | Спроби: Тейт (2) Реалізація: Шеперд (2) Пенальті: Шеперд (2) |

| Парк де Пренс, Париж К-ть глядачів: 49,000 Суддя: Ед Моррісон (Англія) |

| 15 березня 1997 15:00 |

| Уельс                                                | 13 — 34 | Англія                                                                             |
| ---------------------------------------------------- | ------- | ---------------------------------------------------------------------------------- |
| Спроби: Хавлі Реалізація: Дейвіс Пенальті: Дейвіс(2) |         | Спроби: Гланвілл Хілл Стімпсон Т. Андервуд Реалізація: Кетт (4) Пенальті: Кетт (2) |

| Національний стадіон, Кардіфф К-ть глядачів: 53,000 Суддя: Дж. Дюм (Франція) |